# اولریچس (داکوتای جنوبی)
اولریچس(به انگلیسی: Oelrichs) شهری در ایالت داکوتای جنوبی کشور ایالات متحده آمریکا است که جمعیت آن در سرشماری سال ۲۰۱۰ میلادی، ۱۲۶ نفر بوده است.